# Isländische Fußballmeisterschaft der Frauen 1974
Die Isländische Fußballmeisterschaft der Frauen 1974 (isländisch 1. deild kvenna) war die dritte Austragung der höchsten isländischen Spielklasse im Frauenfußball. Sie startete am 20. Juni und endete am 31. Juli 1974 mit dem Finale zwischen FH Hafnarfjörður und ÍA Akranes (4:0). Als erster Verein in der Geschichte des Wettbewerbs gewann Hafnarfjörður damit zum zweiten Mal die isländische Meisterschaft.

## Meisterschaft

### Gruppe A

#### Abschlusstabelle
| Pl. | Verein               | Sp. | S | U | N | Tore    | Diff. | Punkte |
| --- | -------------------- | --- | - | - | - | ------- | ----- | ------ |
| 1.  | ÍA Akranes           | 5   | 5 | 0 | 0 | 019:100 | +18   | 10:0   |
| 2.  | Breiðablik Kópavogur | 5   | 4 | 0 | 1 | 015:500 | +10   | 08:20  |
| 3.  | Þróttur Reykjavík    | 5   | 3 | 0 | 2 | 010:900 | +1    | 06:40  |
| 4.  | Ármann Reykjavík     | 5   | 2 | 0 | 3 | 007:700 | ±0    | 04:60  |
| 5.  | UMF Stjarnan         | 5   | 1 | 0 | 4 | 003:180 | −15   | 02:80  |
| 6.  | Haukar Hafnarfjörður | 5   | 0 | 0 | 5 | 002:160 | −14   | 0:10   |

#### Kreuztabelle
|                      |     |     |     | Árm   |       |     |
| -------------------- | --- | --- | --- | ----- | ----- | --- |
| ÍA Akranes           |     | 4:1 | 5:0 | 1:0   | –     | –   |
| Breiðablik Kópavogur | –   |     | 2:0 | –     | 6:0   | –   |
| Þróttur Reykjavík    | –   | –   |     | 3:0 1 | –     | 4:1 |
| Ármann Reykjavík     | –   | 1:3 | –   |       | 3:0 1 | 3:0 |
| UMF Stjarnan         | 0:5 | –   | 1:3 | –     |       |     |
| Haukar Hafnarfjörður | 0:4 | 0:3 | –   | –     | 1:2   |     |

### Gruppe B

#### Abschlusstabelle
| Pl. | Verein           | Sp. | S | U | N | Tore    | Diff. | Punkte |
| --- | ---------------- | --- | - | - | - | ------- | ----- | ------ |
| 1.  | FH Hafnarfjörður | 4   | 3 | 1 | 0 | 021:200 | +19   | 07:10  |
| 2.  | Fram Reykjavík   | 4   | 3 | 1 | 0 | 018:200 | +16   | 07:10  |
| 3.  | Keflavík ÍF      | 4   | 1 | 1 | 2 | 005:150 | −10   | 03:50  |
| 4.  | Víðir Reykjavík  | 4   | 1 | 1 | 2 | 004:200 | −16   | 03:50  |
| 5.  | UMF Grindavík    | 4   | 0 | 0 | 4 | 000:900 | −9    | 0:80   |

Entscheidungsspiel
|                | Ergebnis |                  |
| -------------- | -------- | ---------------- |
| Fram Reykjavík | 1:2      | FH Hafnarfjörður |

#### Kreuztabelle
|                  |     |     |     | Víð |     |
| ---------------- | --- | --- | --- | --- | --- |
| Fram Reykjavík   |     | 1:1 | 6:0 | –   | –   |
| FH Hafnarfjörður | –   |     | –   | 9:0 | 4:0 |
| Keflavík ÍF      | –   | 1:7 |     | –   | 2:0 |
| Víðir Reykjavík  | 1:9 | –   | 2:2 |     | –   |
| UMF Grindavík    | 0:2 | –   | –   | 0:1 |     |

### Finale
Das Finale wurde am 31. Juli 1974 auf dem Platz von KR Reykjavík ausgetragen. Gyða Úlfarsdóttir erzielte im Finale drei Tore für FH Hafnarfjörður, zudem traf Svanhildur Magnúsdóttir für den neuen Meister.
|                  | Ergebnis |            |
| ---------------- | -------- | ---------- |
| FH Hafnarfjörður | 4:0      | ÍA Akranes |